# Aldeno
Aldeno is een gemeente in de Italiaanse provincie Trente (regio Trentino-Zuid-Tirol) en telt 2964 inwoners (31-12-2004). De oppervlakte bedraagt 9,0 km², de bevolkingsdichtheid is 329 inwoners per km².

## Demografie
Aldeno telt ongeveer 1151 huishoudens. Het aantal inwoners steeg in de periode 1991-2001 met 21,1% volgens cijfers uit de tienjaarlijkse volkstellingen van ISTAT.
| Jaar | Inwoneraantal |
| ---- | ------------- |
| 1991 | 2325          |
| 2001 | 2815          |

## Geografie
Aldeno grenst aan de volgende gemeenten: Trento, Garniga Terme, Cimone, Besenello, Pomarolo, Nomi.

## Externe link

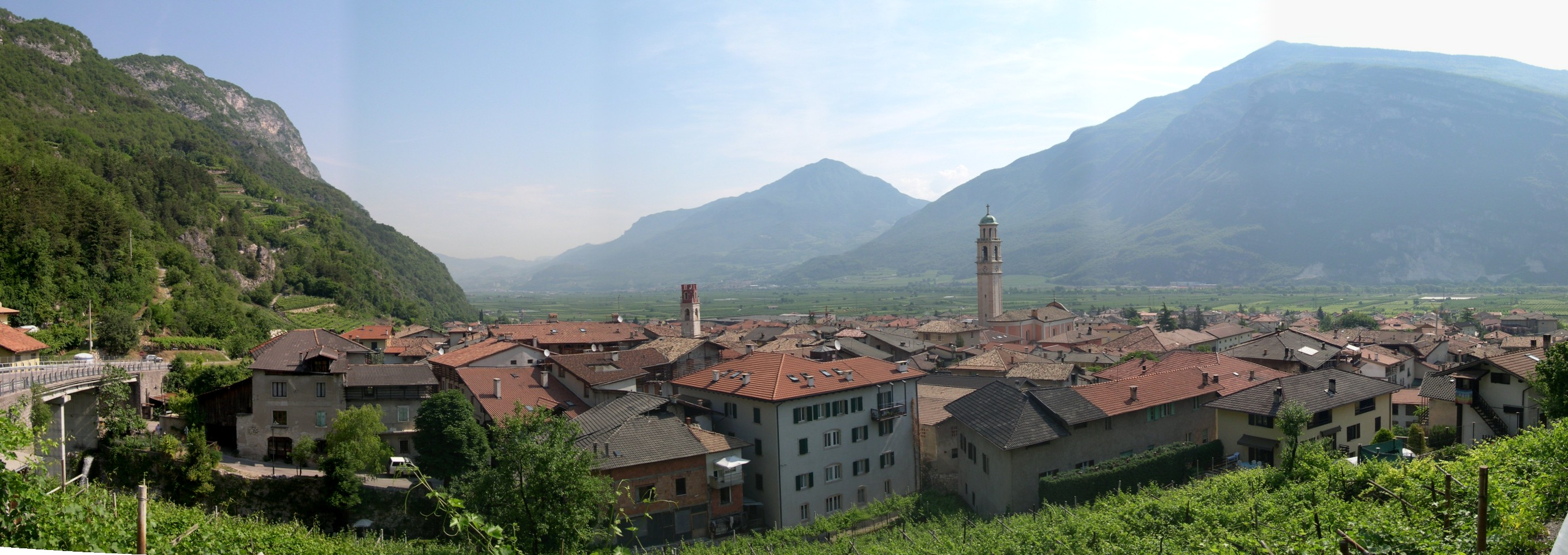
Aldeno